# アッバース1世
アッバース1世（ペルシア語: عباس یکم、1571年1月27日 - 1629年1月19日）は、サファヴィー朝の第5代シャー（在位：1588年 - 1629年）。第4代シャー・ムハンマド・ホダーバンデとハイルン・ニサー・ベーグムの子。アッバース大王（ペルシア語: شاه عباس بزرگ, ラテン文字転写: Šâh ʿAbbās-e Bozorg）と称される。

## 生涯

### 即位と軍制改革

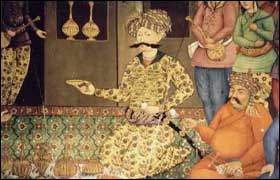
アッバース1世

1572年、わずか1歳にして祖父のタフマースブ1世からイラン北東部のホラーサーン総督に任命された。これは父がホラーサーンの軍事貴族（クズルバシュ）と衝突、ファールスへ転属した父の後任としての人事異動だった。幼いアッバースに代わりクズルバシュが万事を取り仕切り、アッバースはホラーサーンでクズルバシュの保護の下で生活していった。
1576年に祖父が死去して後継者争いが始まり、即位した叔父イスマーイール2世が翌1577年に急死すると父がシャーになったが、盲目で政治が出来ない父に代わり母が実権を握り、クズルバシュと対立しながら政治を行っていたが、アッバースはそれらと無縁のままホラーサーンに留め置かれた。
しかしこの頃、王朝は大帝スレイマン1世のもと最盛期を迎えたオスマン帝国の侵攻（第一次オスマン・サファヴィー戦争）にあってアゼルバイジャンやイラクを失い、衰退していた。第一次オスマン・サファヴィー戦争は既に祖父の代で和睦が成立していたが、サファヴィー朝が混乱状態にあることを好機と見たオスマン帝国がイランへ侵攻（第二次オスマン・サファヴィー戦争）、母がクズルバシュに暗殺されるなどサファヴィー朝は危機を迎えた。
そのような時、アッバース1世は1588年、ホラーサーンのクズルバシュに擁立されてクーデターを起こし、父を退位させて17歳で即位した。アッバース1世はサファヴィー朝を建て直すため、まずは内政改革を行なう。王朝創建以来、権力を牛耳っていたクズルバシュを弾圧して政治から遠ざけ、代わって奴隷身分の優れた人材を多く登用したのである。地方長官にも家柄ではなく能力が重んじられて、奴隷階級出身者が数多く地方長官に任じられている。

### イスファハーン遷都

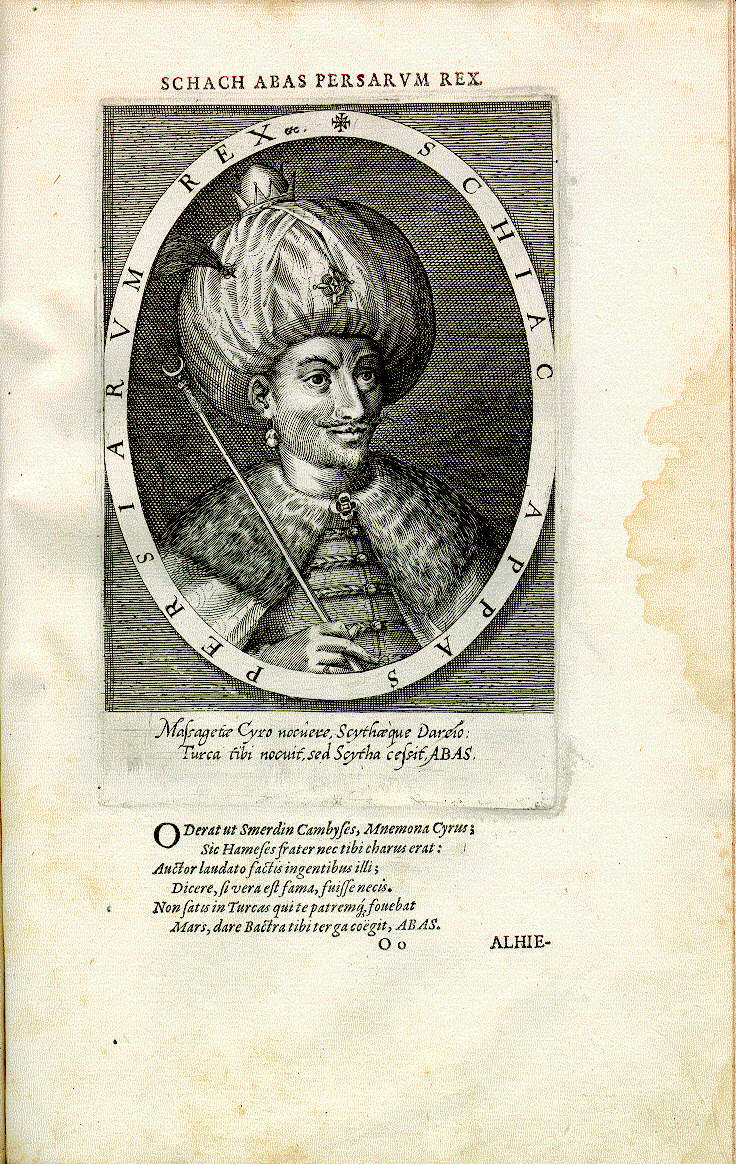
アッバース1世

1598年にはカズヴィーンからイスファハーンに遷都する。新都と旧市街の中間に「王の広場」を中心に「王のモスク」（現イマーム・モスク）などのモスクが立ち並ぶ公共空間が建設され、ペルシア系、テュルク系の宮廷の人々のほか、アルメニア商人やインド商人など遠隔地交易に従事する多くの異郷出身者が住み着いたイスファハーンの人口は50万人に達した。
アッバース1世の治世のもとでイスファハーンは壮大華麗、大いなる繁栄を遂げたため、「世界の半分」（エスファハーン・ネスフェ・ジャハーン）とまで称された。

### ウズベクの討伐
また、1598年中央アジアのブハラ・ハン国シャイバーニー朝のアブドゥッラーフ2世が死ぬと、その衰退に乗じて、帝国の北西方面を脅かしていたウズベク族を討伐し、ホラーサーン地方を奪った。これにより、北西方面の国境が安定したため、オスマン帝国との対決が可能となった。

### オスマン帝国への勝利
こうして内政、外政を整えたアッバース1世は、1603年いよいよオスマン帝国への対外遠征に臨みた（第三次オスマン・サファヴィー戦争）。メフメト3世、アフメト1世らと戦い、奪われていたアゼルバイジャンを取り戻した。さらにタブリーズなどイラクの主要都市を奪還し、オスマンとの戦いを優位に進めた。1612年、オスマン帝国とナスフ・パシャ条約を結び、アマスィヤ条約の時の国境に戻し、オスマン側に絹を送ることになった。1615年にサファヴィー側はナスフ・パシャ条約を破棄し翌年に戦争が再開した。1618年に自国有利の和睦を結び、アゼルバイジャンなどの支配権を認めさせた。その後、1623年オスマン帝国と再び戦争を再開してからバグダードを奪還し、100年ぶりにサファヴィー朝の領土を取り戻した。こうして、サファヴィー朝はアッバース1世のもとで最盛期を迎えた。

### ホルムズ島の奪還
さらにイングランド王国（ジェームズ1世）と結び、ロバート・シャーリーの指導のもとで武器が近代化されると、1622年にポルトガル王国と戦ってホルムズ島を奪った（ホルムズ占領）。

### 対外同盟
そのうえで西欧諸国のイングランド王国、ネーデルラント連邦共和国、フランス王国と同盟を結び、友好関係を築いた。特にイングランドはサファヴィー朝の実力を認め、1616年から1617年にかけて何度も特使を派遣している。
西欧との同盟関係は、オスマン帝国との政治的な問題でもあった。西欧は、ヨーロッパに食い込むオスマン帝国を駆逐するために有益なアジアの同盟者として、オスマンの背後にいるサファヴィー朝との関係を重視したのである。オスマン帝国の弱体化は双方にとって有益であり、サファヴィー朝にとってもヨーロッパの先進的な軍事力は、国力強化や中央集権化など、国益に繋がるものであった。

### 死
1629年、アッバース1世は58歳で死去した。サファヴィー朝の黄金時代を築き上げた名君として賞賛され、「大王」の称号を与えられた。アッバース1世の軍事的成功は、西欧諸国との同盟によるところが大きいとされる。特に軍事革命の先駆者オランダの影響が最も強かったと言える。しかし名君の死は、サファヴィー朝の中興の終焉を意味した。後宮で育てられたサフィー1世は無能で、対外・対内的な混乱が見られた。大王の死後10年も経ずにオスマン帝国の逆襲が開始され（第四次オスマン・サファヴィー戦争）、1638年にイラクは奪還された。アッバース1世の死は、サファヴィー朝の没落を意味し、滅亡への道を緩やかに歩んで行った。